# Nikolaus Knopp (Kirchenrechtler)
Nikolaus Knopp (* 19. Januar 1814 in Wittlich; † 28. Juli 1865 in Trier) war ein deutscher römisch-katholischer Geistlicher und Kirchenrechtler.

## Leben
Knopp studierte Rechtswissenschaft und wurde an der Universität München zum Doktor der Rechte promoviert. Anschließend widmete er sich dem Studium der Theologie, an dessen Ende er am 31. Dezember 1841 die Priesterweihe erhielt. Durch den 1842 zum Bischof von Trier geweihten Wilhelm Arnoldi wurde er zum Geheimsekretär ernannt. Von ihm bekam er den Titel Geistlicher Rat verliehen. Er soll in kirchenrechtlichen Angelegenheiten Einfluss auf den Bischof ausgeübt haben, 1852 war er mit diesem in Rom. Schließlich wurde er 1860 in Trier Domherr.
Knopp war zudem Offizial des geistlichen Gerichts im Bistum Trier und trat durch kirchenrechtliche Schriften in Erscheinung. Ein Schwerpunkt lag dabei auf dem Eherecht.
Knopp war aufgrund strenger Regeln, die im Bistum Trier umgesetzt wurden, unbeliebt beim Klerus des Bistums. Es wurde vom Klerus vermutet, dass Knopp für die neueingeführten schärferen Regeln verantwortlich sei.

## Werke (Auswahl)
- Der katholische Seelsorger als Zeuge vor Gericht: eine kirchenrechtlich-pastoralistische Abhandlung, Manz, Regensburg 1849.
- Ausführliche Darstellung der kirchlichen Lehre von den Ehehindernissen, sowie aller für die praktische Seelsorge wichtigen Materien des Eherechts, 5 Hefte, Manz, Regensburg 1850–1851.
- Über den „Sacerdos proprius“ zur Verwaltung des Bußsacraments: ein Beitrag zum richtigen Verständnisse des vierten Kirchengebots, Manz Regensburg 1851.
- Vollständiges katholisches Eherecht: mit besonderer Rücksicht auf die practische Seelsorge, 2 Bände, Manz, Regensburg 1852.
- Die Anwendbarkeit der Vorschrift des Concils von Trient über die wesentliche Form der Eheschließung auf Akatholiken, Manz, Regensburg 1855.